# Segunda División Andaluza
Segunda División Andaluza constituye el octavo nivel de competición de la Liga Española de Fútbol en la comunidad de Andalucía. Se encuentra inmediatamente por debajo de la Primera División de Andalucía y por encima de la Tercera División Andaluza.

## Historia
En 2015 tras la reestructuración del fútbol andaluz con la creación de la División de Honor Andaluza pasa a ser la segunda categoría provincial.

## Sistema de competición
La liga consiste en ocho grupos, uno por cada provincia andaluza. El número de equipos de cada grupo varía según la provincia. En la temporada 2013/2014 son los siguientes: Almería 18, Cádiz 16, Córdoba 17, Granada 18, Huelva 16, Jaén 16, Málaga 18, Sevilla 18. 
Al término de la temporada los dos primeros equipos de cada grupo ascienden directamente a la Primera División Andaluza y los terceros clasificados se enfrentan entre sí para designar los otros cuatro equipos que ascienden.

## Campeones
| Temporada | Grupo Cádiz                                         | Grupo Sevilla                         | Grupo Málaga                   | Grupo Granada              | Grupo Huelva                        | Grupo Córdoba                                         | Grupo Jaén                                               | Grupo Almería                 |
| --------- | --------------------------------------------------- | ------------------------------------- | ------------------------------ | -------------------------- | ----------------------------------- | ----------------------------------------------------- | -------------------------------------------------------- | ----------------------------- |
| 2013-14   | U. D. Villamartín                                   | U. D. Morón                           | C. D. Barrio N. S. Remedios    | A. D. Almuñécar 77         | C. D. San Roque de Lepe "B"         | Almodóvar del Río C. F.                               | C. D. Úbeda Viva                                         | C. D. Comarca del Mármol      |
| 2014-15   | Recreativo Portuense C. F.                          | C. D. A. Deportiva Nervión            | A. D. Malaka C. F.             | C. F. Motril               | Isla Cristina F. C.                 | A. D. San Fermín                                      | C. D. Torreperogil                                       | C. D. Atlético Roquetas C. F. |
| 2015-16   | Xerez D. F. C.                                      | U. P. Viso                            | C. D. Estepona F. S.           | Atlético Monachil          | C. D. Pinzón                        | Almodóvar del Río C. F.                               | Linares Deportivo "B"                                    | C. P. Almería                 |
| 2016-17   | San Fernando C. D. Isleño "B"                       | U. D. Villaverde C. D. Coronil        | U. D. Villanueva del Rosario   | Salar C. F.                | C. A. Cruceño P. M. D. Olont        | Atlético Palma del Río C. F.                          | Iliturgi C. F. Quesada C. D.                             | No hubo liga                  |
| 2017-18   | Ubrique U. D.                                       | Paradas Balompié Alcalá del Río C. F. | C. D. Cala de Mijas            | Atlético Ogíjares C. F.    | C. D. Rubias Mazagón C. F.          | Puente Genil F. C. "B" U. D. Belalcázar               | U. D. C. Torredonjimeno "B" Santo Tomé C. F.             | C. D. Perla del Almanzora     |
| 2018-19   | C. D. San Bernardo                                  | U. D. Rinconada C. D. Ventippo        | C. D. Benagalbón               | C. D. Almuñécar City       | Atlético Calañas C. D. Punta Umbría | C. D. Lucecor F. S. Peña Los Leones de Pozoblanco     | Inter de Jaén C. F. C. D. Castellar Íbero                | U. D. Ciudad de Roquetas      |
| 2019-20   | No terminada por COVID-19.                          | No terminada por COVID-19.            | No terminada por COVID-19.     | No terminada por COVID-19. | No terminada por COVID-19.          | No terminada por COVID-19.                            | No terminada por COVID-19.                               | No terminada por COVID-19.    |
| 2020-21   | C. D. Rayo Sanluqueño San Fernando C. D. Isleño "B" | Camino Viejo C. F. C. D. Utrera "B"   | Alhaurín de la Torre C. F. "B" | Alhendín Balompié          | C. D. Repilado                      | Parque Cruz Conde                                     | C. D. Alcalá Enjoy Carolinense C. D.                     | No hubo liga                  |
| 2021-22   | G. E. Bazán C. F.                                   | Puebla C. F. C. D. Montequinto        | Pizarra Atlético C. F.         | Montefrío C. F.            | C. D. Pinzón                        | Córdoba C. F. S.A.D. C. D. Apademar La Descarga C. D. | U. D. C. Torredonjimeno "B" Atlético de Sabiote          | No hubo liga                  |
| 2022-23   | Cádiz C. F. "C"                                     | Arahal Balompié C. D. Diablos Rojos   | F. C. Marbellí                 | C. F. Villanueva de Mesía  | Olímpica Valverdeña C. F.           | C. D. Priego C. F.                                    | C. D. Hispania C. F. D. Quesada Atlético Mengíbar        | C. D. Maavi                   |
| 2023-24   | A. D. Taraguilla                                    | Osuna Bote Club Real Betis "C"        | Málaga C. F. "C"               | Atlético La Zubia          | Almonte Balompié                    | C. D. C. Palomera-Naranjo                             | Los Villares C. F. C. D. Úbeda Viva Atlético Bailén 1808 | C. D. Adra Trafalgar          |
| 2024-25   | Xerez Deportivo F. C. "B"                           | A. D. Mosqueo Palomares C. F.         | C. P. Mijas Las Lagunas "B"    | Granada C. F. "C"          | Atlético Cruceño C. D. Canela       | C. D. Stadium                                         | Los Villares C. F. C. D. Tugia Linares Deportivo "B"     | U. C. D. La Cañada Atl.       |

## Equipos participantes 2025-26

### Grupo Almería
| - C. F. Adra "B" - Atlético Benahadux - Carboneras C. F. - Eda C. F. - Los Molinos C. F. - U. D. Olula del Río C. F. - C. D. Oriente - A. D. Polideportivo Aguadulce - C. D. Tíjola Sport - C. D. Venta El Viso - C. D. Vera "B" - C. D. Vopafuba Pechina | - Algeciras C. F. "B" - C. D. Athletic Club Jimena - G. E. Bazán C. F. - Chipiona C. F. - C. D. El Torno 2009 - C. D. Jédula - A. D. Juventud Sanluqueña - R. B. Linense "B" - A. D. Nueva Jarilla - C. D. Olvera - C. D. San Roque - U. D. Tesorillo - Trebujena C. F. - Ubrique C. F. 2023 - C. D. Vejer Balompié - Xerez C. D. "B" |